# Historia de Unión Española
La historia de la Unión Española radica en el nacimiento del Centro Español de Instrucción y Recreación. Un 13 de junio de 1885, un grupo de 23 españoles residentes en Chile, encabezados por Ignacio Balcells, acuerda formar un centro de esparcimiento para los inmigrantes españoles que no poseen las condiciones económicas para acceder a los clubes sociales españoles de la época. Tras dos años, finalmente es fundado el Centro Español de Instrucción y Recreación, tras la obtención de la personalidad jurídica, el 18 de mayo de 1897.
Si bien los objetivos del Centro Español de Instrucción y Recreación fueron crear un espacio para dichas actividades, la comunidad deportiva española residente en el país se vio en la necesidad de fundar sus propios clubes. El primer club en aparecer fue el Club Ciclista Ibérico, fundado el 15 de marzo de 1909 por un grupo de aficionados al ciclismo. Posteriormente se fundó de manera independiente el Club Ibérico Balompié, el 12 de octubre de 1918, como una institución dedicada a la práctica del fútbol. El Ibérico Balompié formó parte de la Asociación de Football de Santiago hasta 1921 y ganó, entre otros torneos, la Copa Chile de dicha asociación en 1920.
En 1922 ambos clubes, bajo la presidencia de Evaristo Santos y Rosendo de Santiago respectivamente, se fusionaron como una sola entidad, bajo el nombre de Unión Deportiva Española. La nueva institución obtuvo su personalidad jurídica mediante el decreto n.º 542 del 24 de marzo de 1924.
Con la fusión final entre el Centro Español de Instrucción y Recreación y la Unión Deportiva Española, el 12 de abril de 1934, el club tomó definitivamente el nombre de Unión Española (siendo refundado de manera simbólica el 9 de diciembre de 1935). El 4 de febrero de 1937 se oficializa la personalidad jurídica de este nuevo club, bajo el decreto n.º 409 del Ministerio de Justicia.

## Era amateur

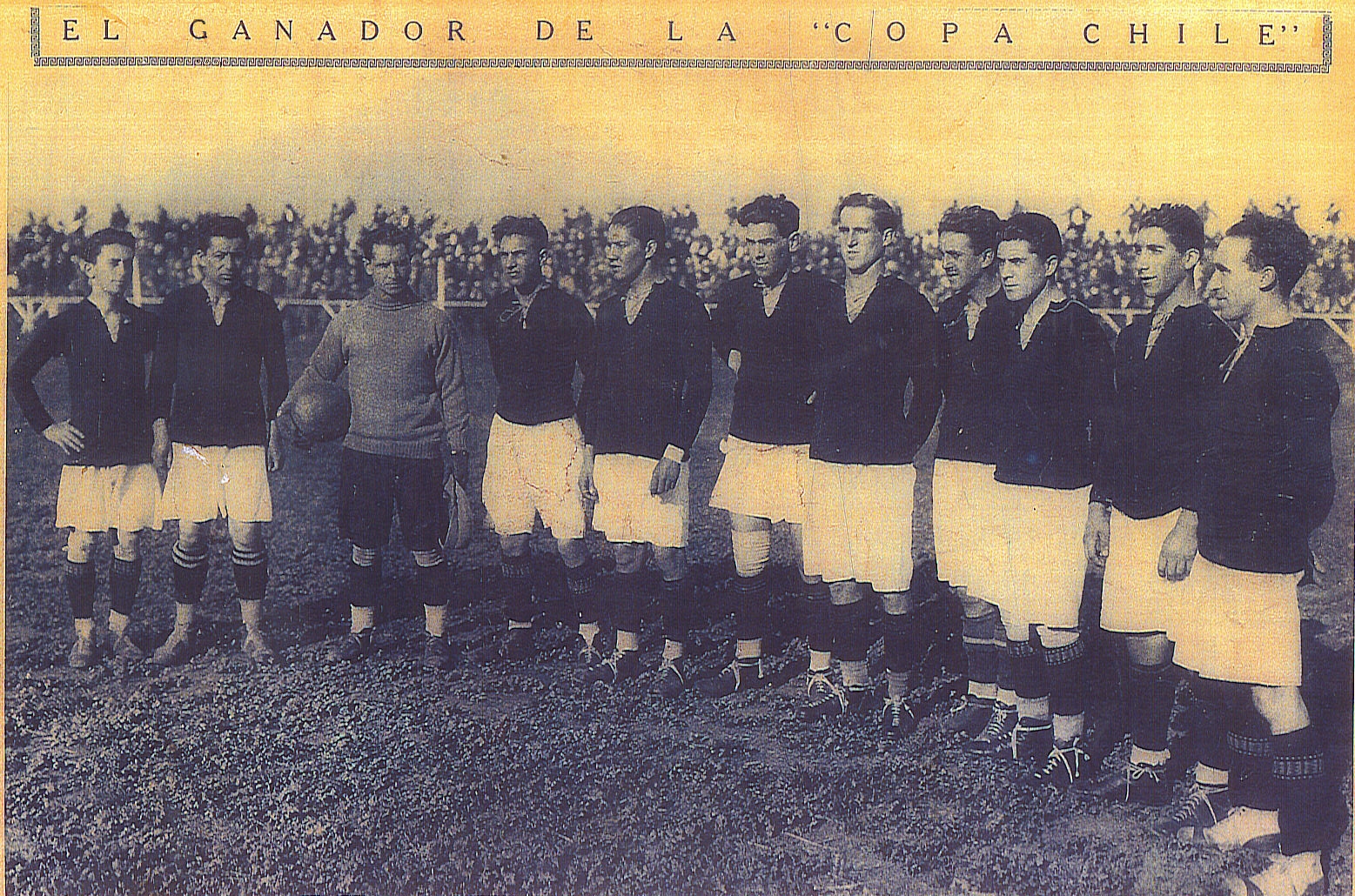
Plantel de la Unión Deportiva Española, campeón de la Asociación de Fútbol de Santiago en 1925.

La entonces Unión Deportiva Española participó en sus primeros años en el torneo de la Asociación de Fútbol de Santiago. Es en este torneo donde logra obtener su primer título, tras coronarse campeón en la temporada 1925. El equipo estaba liderado por su capitán, el defensa Juan Legarreta.
El 27 de diciembre de ese mismo año, el cuadro de colonia definió ante Colo-Colo (campeón de la Liga Metropolitana) el título de Campeón de Santiago. El equipo albo, de gran desempeño en la Liga Metropolitana (ganó 10 de 11 partidos), venía de derrotar en el partido previo a Brigada Central (campeón de la Copa República). En el partido de fondo, ante un marco de 10 000 espectadores, los hispanos fueron derrotados por 2:0, con goles de Luis Contreras. El encuentro fue suspendido minutos antes de terminar a causa de los incidentes provocados por los aficionados hispanos, en lo que se involucraron asimismo jugadores de los dos planteles.

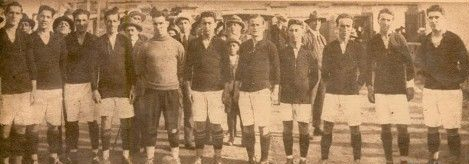
Plantel campeón de la Serie A de la Liga Central de Football, en 1928.

Tras la unificación de las federaciones nacionales del fútbol acontecida en 1926, el campeonato pasó a denominarse Liga Central de Football. La gran cantidad de equipos que lo conformaban provocaron que el campeonato fuera dividido en distintas series en 1927 y 1928, donde la Unión Deportiva Española pasó a integrar la Serie A de dicho torneo. En 1928 el club obtiene su segundo título, tras adjudicarse la Serie A de la Liga Central de Football, en la que participaron entre otros Audax Italiano, Gold Cross y Liverpool Wanderers.
En 1930 el club estuvo a punto de obtener un nuevo campeonato, no obstante, tras caer en la antepenúltima fecha ante Colo-Colo y en la siguiente frente a Santiago National, fue relegado al segundo lugar. En los años posteriores, pese a contar con una gran solidez institucional, el club no realizó grandes campañas.

## Años 1930: Comienzos de la era profesional
Los años 1930 llegaron con la formación de la primera Liga Profesional del país. Fue el 27 de mayo de 1933 cuando en conjunto con Audax Italiano, Bádminton, Colo-Colo, Green Cross, Magallanes, Morning Star y Santiago National, se acordó la creación de la Liga Profesional, la cual finalmente fue fundada cuatro días después (siendo reconocida por la Asociación de Fútbol de Santiago recién en 1934).
En el Campeonato de Apertura de 1933, los hispanos disputaron la final contra los reservas de Colo-Colo, perdiendo por 2 a 1. En el Campeonato Oficial, Unión Española solo logró ubicarse en la 4.ª posición de ocho equipos, siendo el único equipo en derrotar al campeón, Magallanes. En el Campeonato de Apertura 1934, los hispanos no pudieron reeditar la campaña anterior, siendo eliminados en cuartos de final ante el recién integrado Ferroviarios. Nuevamente el equipo se ubicó en la 4.ª posición del Campeonato Oficial, disputado por 12 clubes. Un hecho destacable fue el acontecido el 19 de agosto de 1934, cuando los rojos consiguieron golear por 14:1 al Morning Star, siendo una de las mayores goleadas marcada en la era del profesionalismo (junto con la conseguida por Magallanes ante Santiago National, por el mismo marcador).
En 1935 solamente se realizó el Campeonato Oficial, en el cual participaron solamente 6 clubes. Unión Española tuvo un discreto desempeño, adjudicándose el penúltimo lugar de la tabla de posiciones, superando solamente al Santiago F.C. El rendimiento del equipo en el Campeonato Oficial de 1936 fue peor, pues los hispanos finalizaron últimos, con apenas una victoria ante Bádminton. De manera adicional, en el último trimestre del año se disputó un torneo de eliminación directa, denominado Campeonato Nacional, con motivo de la celebración del aniversario número 400 de la fundación de la ciudad de Valparaíso. Unión Española cayó eliminada en semifinales ante el local Santiago Wanderers por 5 a 4, no sin antes eliminar en cuartos de final a Audax Italiano (campeón del Torneo Oficial).

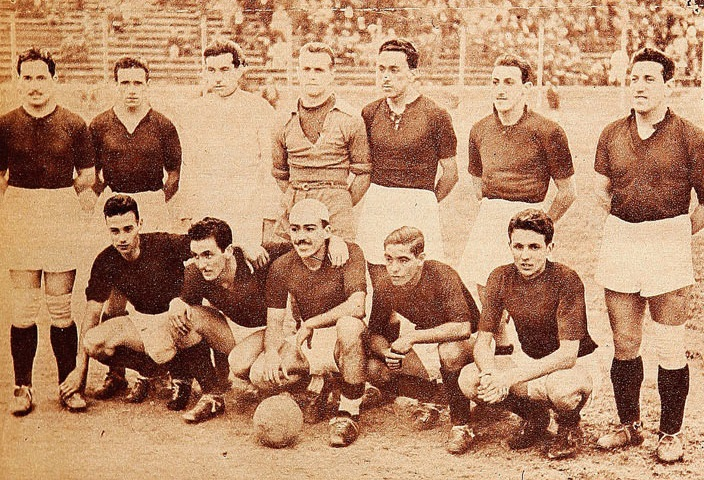
Plantel de Unión Española en 1937.

Para el año 1937 vuelve el Campeonato de Apertura, donde el equipo queda eliminado tempranamente a manos de Santiago Morning. Sin embargo, el desempeño en el Campeonato Oficial mejoró con respecto a los años anteriores, obteniendo una modesta 3.ª posición entre 7 equipos, aunque a 5 puntos de un invicto campeón, Colo-Colo.
Con la transformación de la Asociación de Fútbol Profesional (AFP) en la Asociación Central de Fútbol (ACF) en 1938, el club debió crear sus divisiones inferiores para la denominada Sección Cadetes, dejando a cargo de estas al dirigente Andrés García. Nuevamente los rojos son eliminados rápidamente en el Campeonato de Apertura, tras ser goleados 6:2 por un renovado Magallanes. En el Campeonato Oficial de ese año, el equipo apenas logra el cuarto puesto en la tabla de posiciones.
Mientras se desencadenaba el desenlace de la guerra civil española en Europa, el club preparó su participación para la temporada 1939. Sin embargo, el conflicto desarrollado en España tuvo repercusiones sociales para el club, el cual fue objeto de constantes agresiones, insultos y pifias, identificando al club con la arremetida franquista. Esto afectó a los deportistas de todas las ramas deportivas del club.
En los partidos previos al torneo, ante Audax Italiano y Santiago Morning, los espectadores se manifestaron duramente contra los jugadores. Como los dirigentes hispanos no lograron calmar los ánimos del público, se decidió disputar el 17 de abril el primer partido del Campeonato Nacional de 1939 bajo el nombre de Central, donde el equipo cayó derrotado por 2:4 ante Colo-Colo en el Estadio Nacional. En dicho encuentro, el equipo nuevamente recibió manifestaciones hostiles por parte de los espectadores, lo que motivó a los dirigentes a disolver todas las ramas deportivas (dejando en libertad de acción a los deportistas) y entrar en receso administrativo. Además se inhabilitó el Estadio Santa Laura para los partidos de dicho torneo, ante lo cual la Asociación Central de Fútbol (ACF) intentó hacer desistir a los dirigentes. La decisión se mantuvo y la ACF decidió acatar, por lo cual el resultado fue anulado y excluido de las estadísticas.
Trece futbolistas hispanos del plantel profesional pasarían a reforzar clubes rivales: Valentín Erazo, Voltaire Carvajal, Francisco Las Heras, Jaime Riera y Víctor Alonso firmarían por Universidad de Chile, Palmiro López, Luis Vidal, Felipe Mediavilla, Fernando Riera y Jorge Stipicevic partieron a Universidad Católica, Héctor Trejos a Audax Italiano, Alfonso Senna a Metropolitano y Alfonso Domínguez a Colo-Colo (quién se proclamaría goleador del torneo en ese año).

## Años 1940-50: Reconstrucción

### Primer título nacional
Los años 1940 llegaron con el retorno del club al profesionalismo, tras la finalización de la guerra y el receso del año anterior. Producto del receso, el plantel de Unión Española había sido desmantelado por los otros clubes, quienes contrataron a trece de sus jugadores, figuras emergentes del equipo (y que brillarían en sus nuevos clubes). Por este motivo, la directiva contrató para la temporada 1940 al entrenador español Manuel Casals, quien debió armar un plantel basado en los jugadores de las divisiones inferiores, que se encontraban a cargo del dirigente Andrés García y de Félix Cantín. El primer campeonato de los pollos (apelativo referido a la juventud del plantel) fue desastroso, pues se ubicaron en la 10.ª posición (correspondiente al último lugar de la tabla de posiciones). Los juveniles solo lograron tres victorias, cuatro empates y once derrotas. Pese al fracaso, los dirigentes siguieron confiando en el proyecto juvenil. Así, en la temporada 1941, el club se ubicó en la medianía de la tabla de posiciones (5.º lugar), con siete triunfos, cinco empates y cinco derrotas.

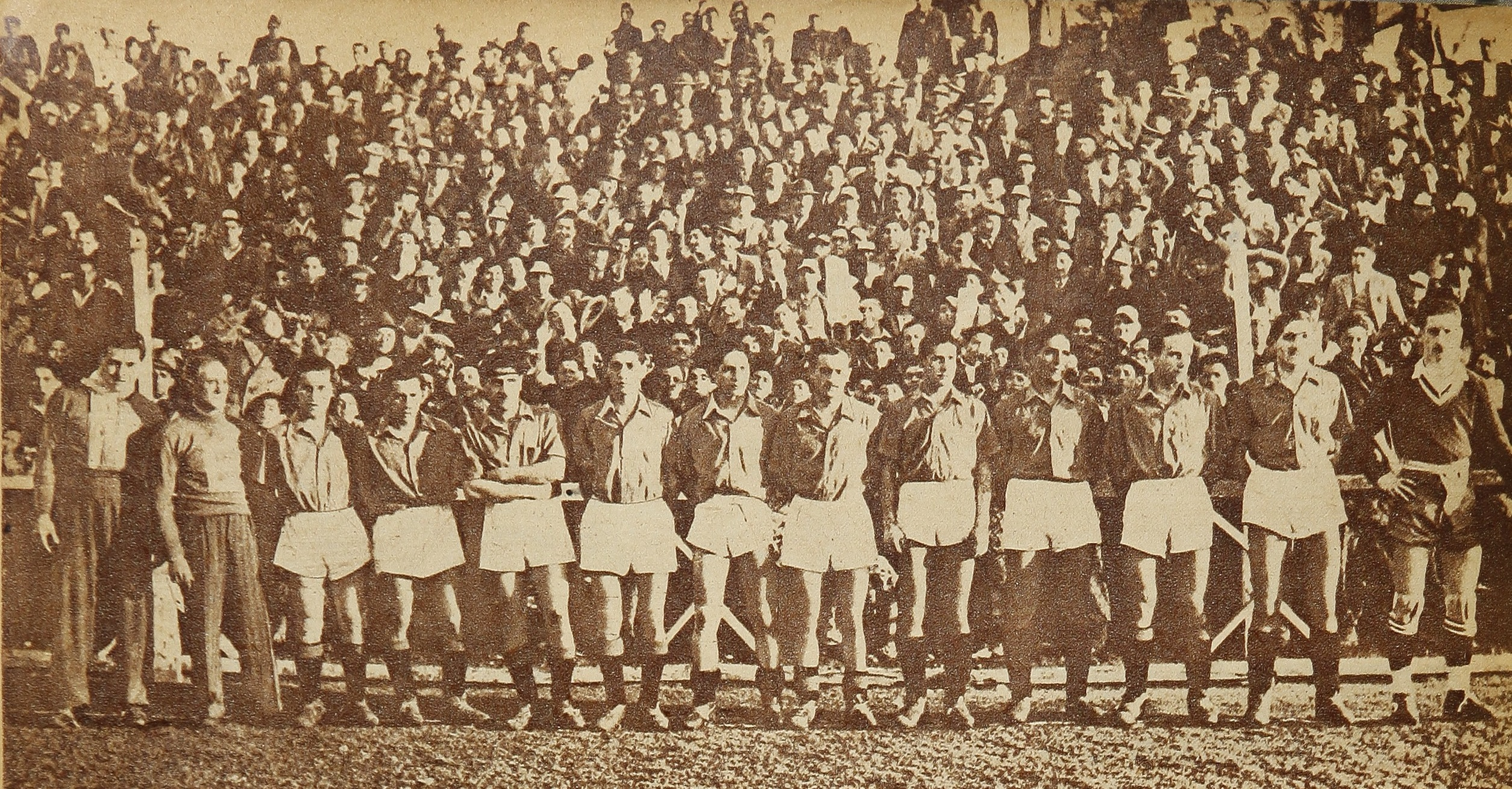
Atanasio Pardo junto con la oncena hispana, campeones en 1943.

En la temporada 1942, Unión Española solo logró siete triunfos, un empate y diez derrotas, lo que significó ubicarse en el 7.º lugar de la tabla de posiciones. Manuel Casals abandonó la dirección del equipo para la temporada 1943. En su reemplazo asumió el entrenador chileno Atanasio Pardo, exdefensa del club en los años 1920. Pardo mantuvo el plantel juvenil dirigido por Casals, incorporando dos experimentados futbolistas: Segundo Flores (quien retornó de su retiro futbolístico) y Luis Ponce.
Los juveniles formados por García comenzaron su andar en el Campeonato Nacional de 1943 con una victoria ante Colo-Colo. Sin embargo, en la segunda fecha caerían derrotados por 2:0 ante Audax Italiano en el clásico de colonias; este partido fue el único que los rojos de Santa Laura perdieron, logrando llegar a la última fecha del torneo en igualdad de puntaje con Colo-Colo (24 puntos), con ocho triunfos y ocho empates, sumado a la derrota antes mencionada.
Ambos equipos disputaron la última fecha en jornada doble en el estadio Nacional, el 14 de noviembre de ese año. En el primer partido, los hispanos vencieron a Green Cross por 3:1, con un gol de Luis Machuca y dos de Benito Armigol. En el partido de fondo, los colocolinos cayeron por 2:0 ante Santiago Morning, permitiéndole a Unión Española obtener su primer título, al finalizar el torneo con 26 puntos, dos más que sus escoltas, Colo-Colo y Magallanes. La prensa de la época destacó la juventud del plantel, liderado por el defensa y capitán Francisco Urroz y acompañado por Hernán Fernández, Pantaleón Calvo, Mario Campaña, Luis Ponce, Atilio Cremaschi, Mario Garrido, Mario Carmona, Luis Cáceres, Segundo Flores, Benito Armigol, Juan González, Raúl Maturana, Florencio García y Luis Machuca, delantero goleador del torneo con 27 goles.

### La esquiva segunda estrella nacional
La temporada 1945 estuvo marcada por los subcampeonatos. En el Campeonato de Apertura se ubicó en la 2.ª posición, a 3 puntos del campeón, Colo-Colo, tras caer en el último partido frente Audax Italiano. En el Campeonato Nacional el club corrió igual suerte, pues finalizó 3 puntos por detrás del campeón, Green Cross.
La temporada 1947 tuvo un comienzo auspicioso para Unión Española. El club sumó un nuevo título a su colección, el Campeonato de Preparación, tras vencer a Iberia por 2:0. Lamentablemente el club no pudo revalidar su rendimiento en el Campeonato Nacional, ubicándose solamente en el 4.º lugar de la tabla de posiciones, a 11 puntos del campeón, Colo-Colo.

En 1948 el club logró el subcampeonato del Campeonato Nacional, ganado por Audax Italiano. Un año después, Mario Lorca, se proclamó goleador del torneo, con 20 anotaciones.

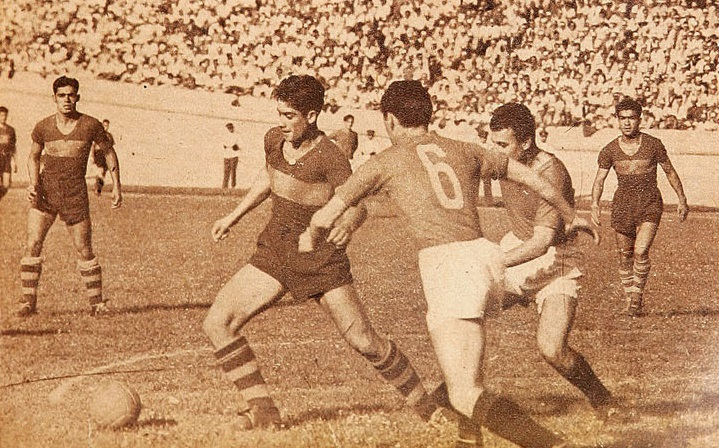
Isaac Fernández y Valentín Beperet (6) marcando a René Meléndez en el partido de playoff del Campeonato Oficial de 1950.

La Unión Española tuvo un pobre desempeño en la Copa Carlos Varela de 1950, un torneo de apertura previo al campeonato oficial. En dicha copa, los hispanos no lograron superar la primera fase, ubicándose en el último puesto del Grupo B, por detrás de Santiago Morning, Green Cross y Ferrobádminton, logrando ante estos últimos el único punto obtenido. Sin embargo, el equipo logró pelear los primeros puestos del Campeonato Oficial de 1950, donde tras disputar la última fecha igualó a 30 puntos con Everton de Viña del Mar. Para definir al campeón del torneo, ambos equipos disputaron un partido de playoff en el Estadio Nacional, el 14 de enero de 1951. Con un gol de René Meléndez en la prórroga, la Unión Española cayó derrotada por 1:0 ante los viñamarinos, por lo cual se debieron conformar con el subcampeonato.

### Campeón del campeonato nacional 1951
Pese a perder el campeonato, el entrenador español Isidro Lángara siguió al mando del equipo durante la temporada 1951. El Campeonato Oficial de 1951 se disputó entre doce equipos, que disputaron dos etapas: una primera etapa general, y una segunda etapa dividida en un grupo postulante al campeonato y un grupo postulante al descenso. La Unión Española logró clasificar en el 4.º lugar de la primera etapa, junto a Audax Italiano, Universidad de Chile, Colo-Colo, Santiago Morning y Everton de Viña del Mar. Junto a esos cinco equipos disputó la segunda etapa del torneo, donde finalizó puntero. Sin embargo, la tabla de posiciones final se conformaba con la sumatoria de puntos de ambas etapas, ante lo cual, la Unión Española y Audax Italiano finalizaron punteros con 36 puntos. Eso significó nuevamente disputar un partido de playoff, el 13 de diciembre de 1951. No obstante, la Unión Española no volvió a fallar, y venció a los itálicos por 1:0, gracias a un gol de penal marcado por Mario Lorca, que se tradujo en la adjudicación del segundo campeonato de la historia hispana.
Con 24 tantos, Honorino Landa logró el año 1961, proclamarse goleador del torneo.

## Años 1970: La década de oro

### Campeón del torneo nacional 1973
A las puertas de los años 1970, Unión Española comenzaba a llamar tímidamente la atención. Pese a que en 1967 solo logró el 4.º lugar de la tabla de posiciones (de un total de dieciocho equipos), a 18 puntos del puntero (Universidad de Chile), al menos el delantero paraguayo Eladio Zárate logró proclamarse goleador del torneo con 28 goles. Zárate volvió a reeditar la misma gloria en 1969, anotando 22 goles, el mismo año en que Unión Española logró solo el 4.º lugar de la tabla de posiciones (de un total de seis equipos que accedieron a la fase final).
Ya en 1970, la directiva encabezada por Abel Alonso decidió aplicar una política más ambiciosa, armando un plantel fuerte e invirtiendo en jugadores con proyección, para así transformar a la Unión Española en protagonista. Para ello, Alonso contrató al argentino Néstor Isella como entrenador.
Para ese año, la CONMEBOL decidió crear la Recopa Sudamericana de Clubes, un nuevo torneo internacional, reservado a los clubes que habían obtenido la 3.ª posición en el torneo nacional de sus respectivos países. En Chile, Green Cross-Temuco compartió dicha posición con el club hispano (aunque la ventaja de goles favorecía a los temuquenses), por lo que se disputaron dos partidos de definición para acceder al torneo. Unión Española venció al cuadro de la cruz de malta, logrando acceder por primera vez en su historia deportiva a un torneo internacional. Los hispanos integraron el Grupo B, junto a Mariscal Santa Cruz (Bolivia), Atlanta (Argentina), Deportivo Municipal (Perú) y Rampla Juniors (Uruguay). El equipo finalizó en la 3.ª posición del grupo, por lo que no pudieron clasificar a la final.
En el plano nacional, el club logró el subcampeonato del Torneo Nacional, ganado por Colo-Colo en una final disputada en enero de 1971, donde el club de colonia cayó derrotado por 2:1.
El subcampeonato le permitió a Unión Española participar por primera vez en Copa Libertadores de América. En la primera ronda del evento deportivo de 1971, el equipo de Isella finalizó como líder del Grupo 4, eliminado a Cerro Porteño, Guaraní (ambos de Paraguay) y al campeón nacional Colo-Colo. Instalados en semifinales, Unión Española finalizó como colista del Grupo 2, por detrás de Estudiantes de La Plata y Barcelona S.C.. Mientras tanto, en el campeonato nacional, el equipo finalizó en la 3.ª posición de 18 equipos participantes.
En 1972 el club nuevamente logró el subcampeonato, otra vez adjudicado por Colo-Colo. En 1973 se hace cargo del equipo el entrenador chileno Luis Santibáñez, quien logró buenas campañas con Unión San Felipe. Lamentablemente el club logró un pobre desempeño en la Copa Libertadores de América de 1973, quedando eliminados en la primera fase tras quedar como colistas del Grupo 3, por detrás de Colo-Colo, Emelec y El Nacional (ambos de Ecuador). En el plano nacional, Unión Española logró tituĺarse como campeón de un irregular torneo nacional, marcado fuertemente por el Golpe de Estado del 11 de septiembre de 1973. El club logró ocho puntos de ventaja sobre el desgastado equipo de Colo-Colo, con veintidós triunfos, once empates y una derrota. Adicionalmente, Guillermo Yávar se adjudicó el título de goleador del torneo, con 21 goles.

### Campeonato nacional 1975 y primera final internacional
El club inició el año 1974 con la partida de Luis Santibáñez a Ovalle, aunque el entrenador finalmente volvió al equipo en la mitad del año. En la Copa Libertadores de América de 1974, los equipos chilenos se enfrentaron a los clubes argentinos Huracán y Rosario Central. En el Grupo 1, los hispanos superaron a Colo-Colo en la tabla de posiciones (venciéndolos en los dos partidos), hecho que no bastó para clasificar a la siguiente ronda. En el campeonato local, Unión Española logró la 4.ª posición de la clasificación, lo que le permitió acceder a la primera Liguilla Pre-Libertadores junto con Palestino (2.º), Colo-Colo (3.º) y Santiago Wanderers (subcampeón de la Copa Chile). Finalmente, la Unión Española venció a Colo-Colo por 2:1, lo que permitió al club de colonia acceder a la Copa Libertadores de América de 1975.
En la temporada 1975, nuevamente bajo la dirección de Luis Santibáñez el club logra uno de sus mejores desempeños históricos y el clímax de la década. En el torneo nacional, la Unión Española se coronó como campeón por cuarta vez en su historia, a solo dos puntos del subcampeón Concepción. Con veinte victorias, diez empates y solo cuatro derrotas, fue el equipo que sufrió menos derrotas. Si bien ningún jugador del plantel logró proclamarse como goleador, colectivamente el equipo fue el más goleador del torneo, con 76 goles, a 10 tantos a favor de diferencia de Palestino
Además, en la Copa Libertadores de América de 1975, el club logró el subcampeonato del torneo internacional. En la primera fase, la Unión Española lideró el Grupo 2 por sobre Huachipato, The Strongest y Jorge Wilstermann (ambos de Bolivia). En el Grupo 1 de las semifinales, él se impuso sobre Universitario de Deportes y la Liga Deportiva Universitaria (de Perú y Ecuador respectivamente). Ya en la final, Unión Española disputó una serie de tres partidos ante el Club Atlético Independiente de Argentina. En el partido de ida, el 18 de junio en el Estadio Nacional, el marcador fue de 1:0 a favor de Unión Española. El marcador del partido de vuelta, el 25 de junio en Avellaneda, fue de 3:1 a favor de Club Atlético Independiente. El partido de playoff, jugado el 29 de junio en el Estadio Defensores del Chaco de Asunción, registró un marcador de 2:0 a favor del equipo argentino, quienes finalmente se coronaron como campeones del certamen.

### Campeón del campeonato 1977
En 1976, el equipo fue parcialmente desarmado a causa de las tentativas ofertas de los clubes rivales. Pese a ello, Unión Española se reforzó para reeditar y superar la hazaña lograda en 1975. Con un plantel renovado, el club inició su aventura en el torneo internacional. Pese al buen desempeño mostrado en la Copa Libertadores de América de 1976, la Unión Española no logró avanzar a las semifinales del torneo, tras terminar en igualdad de puntos con Peñarol de Uruguay en el Grupo 5 de la primera fase. Pese a la igualdad de puntaje, el equipo de Montevideo logró clasificar gracias a la diferencia de goles de +3 (frente a la diferencia de +2 del equipo chileno).
En el torneo local, el equipo de colonia finalizó en la 1.ª posición junto con Everton de Viña del Mar, ambos con 53 puntos, lo que obligó a disputar un partido final de desempate en el Estadio Nacional. El primer partido finalizó empatado 0:0, lo que obligó a realizar un segundo partido de desempate. En el segundo encuentro, Everton derrotó a Unión Española por 1:3, por lo cual los hispanos debieron conformarse con el subcampeonato. Además, Unión Española finalizó en la 3.ª posición de la Liguilla Pre-Libertadores, por lo cual no pudo clasificar nuevamente para la Copa Libertadores de América.
Tras el fracaso anterior, en 1977 Unión Española nuevamente se planteó la meta de salir campeón, cosa que solo pudo festejar luego de finalizar la 34.ª fecha. Unión Española finalizó como líder del torneo, con solo 2 puntos de ventaja sobre Everton. Tras lograr su tercer título con el equipo y el quinto en la historia del club, Luis Santibáñez abandonó la institución para hacerse cargo de O'Higgins en 1978. Su salida coincidió con el fin de la época de gloria del club, el cual empezó a carecer de financiamiento. En la Copa Libertadores de América de 1978, los hispanos solo lograron quedar en el 2.º lugar del Grupo 3 de la primera fase, por detrás de Atlético Mineiro. Ese mismo año el club finalizó en el 4.º lugar del campeonato local, cerrando finalmente la década en 1979 con la 3.ª posición.

## Años 1980: Crisis deportiva
Los años 1980 estuvieron marcados por la irregularidad para el club de colonia. El club tocó fondo en 1983, cuando finalizó en el 20.º lugar de 22 equipos, lo cual significaba el inevitable descenso a la Segunda División. Finalmente evitaron descender, debido a un decreto de la directiva de la Asociación Central de Fútbol (ACF), lo que salvó al club del descenso. En la Copa República, los rojos solo lograron avanzar hasta la Segunda fase, donde cayeron derrotados ante Audax Italiano por un marcador global de 2:0.
En el Campeonato Nacional de 1984, el club integró el Grupo Sur, clasificando a la siguiente fase junto a Universidad Católica. En el cuadrangular final, integrado además por Cobreloa y Cobresal, los hispanos finalizaron en la 3.ª posición, tras igualar 0:0 con Cobresal, perder 2:0 ante los cruzados y vencer 1:0 a los loínos.
El club logró un desempeño dispar en la temporada 1988, que los tuvo al borde del descenso. Los rojos realizaron un buen torneo en la Copa Chile 1988, logrando el primer lugar del grupo 3 en la primera fase, donde solamente perdieron en un partido. En cuartos de final se enfrentaron a Arturo Fernández Vial, a quienes vencen en Santiago por la cuenta mínima, pero que en Concepción caen por el mismo marcador, forzando la tanda de penales; los hispanos clasificarían venciendo por 5:3 en lanzamientos penales. En semifinales vencen a Deportes Iquique por 2:1 como local y 1:0 de visita. Los dirigidos de Héctor Pinto logran así acceder a la final, jugada en partido único ante Colo-Colo, el 6 de julio. Los albos finalmente vencen a los hispanos con un gol de Juan Gutiérrez en el tiempo complementario.
En la vereda opuesta, el equipo tiene una discreta campaña en el Campeonato Nacional de 1988. Hasta la fecha 29 del torneo, el equipo solo cosecha ocho triunfos, llegando a la última fecha del torneo con serias posibilidades de descender. Palestino ya se encontraba descendido, mientras que el club compartía la posibilidad de perder la categoría con O'Higgins (ambos con 24 puntos) y Universidad de Chile (con 25 puntos). El club había optado en el camino por hacer cambios en la dirección técnica, recurriendo al experimentado entrenador Luis Santibáñez. Finalmente, el 15 de enero de 1989 se disputó la última fecha, en la cual los hispanos vencen a Universidad Católica por 1:3 en calidad de visitante. Por su parte, los rancagüinos también lograron una victoria, mientras que los azules obtuvieron un empate 2:2 ante Cobresal. Los tres clubes empataron en puntaje al finalizar el torneo, siendo el perjudicado Universidad de Chile, quienes por diferencia de goles descendieron a Segunda División. Si bien jugadores como el entonces mediocampista hispano Jaime Ramírez afirman que existieron sobornos de parte de Unión Española a Universidad Católica, el entonces capitán de los cruzados, el guardameta Marco Antonio Cornez ha desmentido dicho acuerdo; por su parte, el entrenador cruzado Ignacio Prieto ha reconocido en la prensa haber escuchado que se ofrecieron incentivos económicos para dejarse perder, pero que el plantel no los aceptó.
Cerrando la década, Unión Española tuvo una intrascendente temporada 1989, solo marcada por la obtención de la Copa de Invierno. El entrenador Manuel Rodríguez asumiría la dirección del equipo, conservando a jugadores como Ronald Yávar (presente en la derrota en la final de Copa Chile), sumando al experimentado René Valenzuela, y dándole mayor cabida a juveniles como José Luis Sierra.
En el Campeonato Nacional de 1989, los rojos mejoraron el desempeño, en comparación a lo exhibido en la temporada pasada, alcanzando la octava posición, en la medianía de la tabla. Por otra parte, en la Copa Chile de ese año, no lograrían sortear la primera fase, obteniendo el cuarto lugar del grupo 2, a cinco puntos de la clasificación.
Por otra parte, entre julio y agosto de 1989, el club disputó la Copa de Invierno, torneo diseñado por la ANFP para mantener activos a los clubes de Primera División durante el receso futbolístico causado por la disputa de la Copa América 1989. Los hispanos integraron el Grupo 3, que se disputó en el Estadio Sausalito de Viña del Mar. Los rojos vencieron a Colo-Colo por 3:1, empataron 2:2 con Everton de Viña del Mar y perdieron con Unión San Felipe por 0:1, clasificando a cuartos de final. En dicha fase, el club de colonia venció a Deportes La Serena por 3:1 en el Estadio La Portada. Ya en semifinales venció 4:3 a Universidad Católica en el Estadio San Carlos de Apoquindo, accediendo a la Final del torneo. En el último partido, disputado el 15 de agosto en el Estadio Santa Laura, vencieron por 2:0 a Huachipato, con goles de José Luis Sierra y Juan Gutiérrez.
| 15 de agosto de 1989 | Unión Española             | 2:0 | Huachipato | Estadio Santa Laura, Santiago                                  |                                                                |
|                      | Sierra 56' · Gutiérrez 84' |     |            | Asistencia: 3.300 espectadores Árbitro(s): Salvador Imperatore | Asistencia: 3.300 espectadores Árbitro(s): Salvador Imperatore |

## Años 1990: Vuelta a torneos internacionales

### Campeón Copa Chile 1992
Los años 1990 transitaron desde la gloria al fracaso para los rojos de Santa Laura. Manuel Rodríguez fue ratificado como entrenador para la temporada 1990, dada el alza futbolística que logró con el plantel, tras rozar el descenso hace dos temporadas. Rodríguez no contaría con José Luis Sierra para el inicio de la temporada, quién partió en diciembre de 1989 al Real Valladolid en calidad de préstamo con opción de compra. Para reforzarse, llegaron al club el guardameta Leonardo Canales, el defensa Richard González, el mediocampista Fernando Pérez y los delanteros Richard Zambrano y Pedro González. A mediados de temporada se sumaría Sierra, quien retornaría a Chile tras problemas económicos por parte del club español.
Los hispanos ratifican el alza de rendimiento en el Campeonato Nacional de 1990, llegando a la tercera posición del torneo, obteniendo un cupo para la Liguilla Pre-Libertadores; en el cuadrangular solamente logran vencer a Universidad Católica, no logrando clasificar a la Copa Libertadores. En la Copa Chile 1990 realizan una buena primera fase, finalizando en la punta del grupo 2. Eliminan a Huachipato en cuartos de final, sin embargo pierden por un categórico 3:1 ante Universidad Católica, teniendo que conformarse con el cuarto lugar, tras perder la definición ante O'Higgins por 4:2. Para el año 1992, la directiva decidió contratar a Nelson Acosta, extécnico de O'Higgins. El 18 de junio de 1992, el club se coronó campeón de la Copa Chile, bajo la dirección de Acosta. En la final enfrentó a Colo-Colo en el Estadio Nacional, ganando por 3:1. Además, Marcelo Vega se alzó como goleador con 13 goles.

### Bicampeonato de la Copa Chile
El 23 de mayo de 1993 volvería a coronarse campeón del trofeo. Los dirigidos de Acosta ganaron por 3:1 a Cobreloa en el Estadio Nacional. En el marco de la celebración del centenario del club, Unión realizó una serie de fichajes para la temporada 1997. Con Guillermo Páez en el banco, el club armó un plantel con los nacionales Ronald Yávar, Luis Bustos, Mauricio Pozo, Daniel Fuentes, Joel Molina y un retornado Jaime Ramírez, además de los argentinos José María Castro y Claudio Spontón, y los uruguayos Héctor Morán y Enzo Azambuja. Ese año también los hispanos debieron enfrentar un nuevo sistema de campeonato, dividido en dos torneos: el torneo de apertura y el torneo de clausura.
Apenas cuatro triunfos obtuvo el plantel en el Torneo de Apertura, recibiendo 35 goles en contra y apenas marcando 15 goles. Ocho fechas duró en la banca Páez, quién le dio paso a Luis Ahumada como entrenador interino por dos fechas y posteriormente a la dupla técnica conformada por los paraguayos Roberto Paredes y Rogelio Delgado. Unión Española terminó en la 14.ª posición.

### Dramático descenso
Para el Torneo Clausura, los paraguayos deciden prescindir de los cuatro extranjeros que arribaron en la primera etapa, quienes llegaron con el cartel de figuras futbolísticas y no lograron convencer a la parcialidad hispana. Se fichó a Mauricio Giganti, entre otros, y se le dio tiraje a la cantera, dado que en el plano administrativo el club cursaba con serios problemas económicos producto de una mala gestión del presidente Manuel Suárez. El rendimiento no mejoró en la segunda etapa y Unión Española siguió rondando los puestos de descenso de la tabla general. Para la última fecha, Antofagasta ya se encontraba oficialmente descendido y Unión Española albergaba una remota posibilidad de salvación. Dicha fecha se disputó el 20 de diciembre de 1997, donde la Unión Española consumó por primera vez en su historia su descenso a la Primera B de Chile, tras ser derrotado por 2 goles a 0 por Club de Deportes Antofagasta en el Estadio Regional de Antofagasta. Los hispanos finalizaron en la 13.ª posición del Torneo de Clausura, con apenas cuatro triunfos, lo que sumado al desempeño del Torneo de Apertura, los dejó en la 15.ª posición de 16 equipos participantes.
En 1999, la directiva de Unión Española decidió contratar a Juvenal Olmos, entonces entrenador de las divisiones inferiores de Universidad Católica (Sub-15).
En la primera etapa del torneo de la Primera División B, el equipo de colonia disputó doce partidos dentro del grupo de la zona sur (conformado por siete equipos en total), donde finalizó puntero con 24 unidades, tras lograr siete victorias, tres empates y solo dos derrotas. El equipo además fue el más goleador de la primera etapa, convirtiendo 26 goles. En la segunda etapa, Unión Española volvió a ratificar su buen rendimiento, ganando dieciséis encuentros, empatando ocho y perdiendo cuatro. Además, nuevamente fue el equipo más goleador del tramo, convirtiendo 56 goles. Con estos resultados, la Unión Española finalizó puntero de la segunda fase, titulándose campeón de la Primera División B. Por su parte, Ricardo Queraltó (con 21 goles) y Julio Gutiérrez (con 20 anotaciones) fueron los máximos anotadores del equipo y finalizaron en el segundo y tercer lugar de la clasificación de goleadores del torneo, respectivamente.

## Años 2000: Nueva administración

### Campañas irregulares y subcampeón del campeonato nacional 2004
Ya en primera división, Juvenal Olmos logró que la Unión Española finalizara en la 4.ª posición del campeonato, el año 2000. Finalmente Olmos se apartó del equipo. El año 2001 asumió como entrenador del equipo Leonardo Véliz. Al año siguiente el club de colonia debió afrontar el nuevo sistema de campeonato, el cual se dividió en dos torneos por temporada: Apertura (primer semestre) y Clausura (segundo semestre), los cuales contaban con una fase en grupos y una fase eliminatoria. Así, tras el pobre desempeño exhibido por el equipo en el Torneo de apertura, donde el club no logró clasificar a los playoffs, Leonardo Véliz decidió apartarse del club en junio, pese a tener un contrato hasta el final de dicho año.
Roberto Hernández asumió el puesto de entrenador por el resto del campeonato, en reemplazo de Véliz. Con Hernández al mando, el equipo logró pasar a la primera fase de los playoffs del Torneo de clausura, donde finalmente fueron eliminados por Colo-Colo. Tras un mal inicio en el Torneo de apertura del año 2003 (con un triunfo y tres derrotas contundentes), Roberto Hernández decidió renunciar, luego de cuatro fechas. En su reemplazo asumió como entrenador el 5 de marzo Fernando Carvallo, con quien nuevamente Unión Española logró acceder a los playoffs, quedando eliminados en la primera fase de los playoffs por Cobreloa. En el Torneo de clausura, Carvallo logró llegar a cuartos de final, donde fueron eliminados por goleada por Cobreloa; en este torneo, el delantero uruguayo Gustavo Biscayzacú logró adjudicarse el título de goleador con 21 goles.
El año 2004, Fernando Carvallo y su equipo lograron un buen desempeño. En el Torneo de apertura cayeron eliminados en los cuartos de final del torneo, frente a Santiago Wanderers. En el Torneo de clausura del mismo año, la Unión Española logró acceder a la final del campeonato, donde fueron derrotados por Cobreloa. El 16 de diciembre en el Estadio Santa Laura se disputó el primer partido de la final, donde Unión Española cayó por 3:1. El único gol del equipo local fue marcado por José Luis Jerez a los 68 min. Además, el defensa Sebastián Miranda marcó un autogol en el minuto 80, el cual determinó el resultado final. El partido de vuelta, jugado el 19 de diciembre en el Estadio Municipal de Calama, finalizó con un empate 0:0. Con este resultado, la Unión Española se tuvo que conformar con el subcampeonato del Torneo de clausura de la Primera división. Pese a los buenos resultados obtenidos por el equipo, el entrenador Fernando Carvallo optó por no negociar una renovación de contrato, con lo que finalizó oficialmente su vínculo con el club el mismo 19 de diciembre.

### Campeón del campeonato nacional 2005
En 2005, bajo la dirección del entrenador Fernando Díaz, Unión Española logró adjudicarse el título de campeón del Campeonato de Apertura de la Primera división, convirtiéndose el sexto título de los hispanos tras 28 años de sequía. El Estadio Santa Laura albergó el primer partido de la final, disputado el 3 de julio ante Coquimbo Unido. El marcador fue de 1:0 a favor de Unión Española. El único gol del encuentro fue marcado por el delantero Manuel Neira a los 76 min. El 9 de julio se disputó el segundo partido de la final, en el Estadio Francisco Sánchez Rumoroso de Coquimbo. La Unión Española finalmente venció por 2:3. El primer gol fue obra del defensa de Coquimbo Unido Héctor Robles, quien anotó a los 13 min. A los 43 min, Manuel Neira logró empatar el encuentro, y a los 52 min fue Juan José Ribera quien le dio la ventaja al cuadro de colonia. Nuevamente Héctor Robles empata el encuentro, a los 62 min. Las cosas se complicaron para Unión Española tras la expulsión de José Luis Jerez al minuto 81. Cuando el partido parecía estar sentenciado, José Luis Sierra marcó el gol de triunfo al minuto 88, por medio de un penal cobrado por el árbitro Rubén Selman al guardameta de Coquimbo Unido Luis Corvalán, quien derribó en el área a Mauricio Risso. El gol del capitán del equipo permitió a la Unión Española coronarse como campeón del Campeonato de Apertura de la Primera división.
Tras 12 años sin disputar un torneo internacional, la Unión Española disputó la Copa Libertadores de América de 2006, gracias a su condición de campeón del Torneo de apertura. En el Grupo 3, los hispanos solo lograron superar a The Strongest de Bolivia en la tabla de posiciones (venciéndolos en los dos partidos), hecho que no bastó para clasificar a la siguiente ronda. Además, el club logró cosechar dos empates: un 1:1 como local frente a Newell's Old Boys y un 0:0 como visita en Goiânia, frente al Goiás. Pese a acumular el mismo puntaje que Newell's Old Boys, el club argentino logró pasar a octavos de final gracias a su diferencia de goles de 0 (frente a la diferencia de -2 del equipo chileno).

### Llegada de una nueva administración
Desde el año 2005, el club pactó una serie de fechas tentativas para el lanzamiento de un proyecto inmobiliario bursátil con autonomía respecto al club deportivo, el cual saldría a la bolsa de valores bajo el nombre de Inmobiliaria y Promotora Unión Española S.A.. Dicho proyecto, que contemplaba la remodelación del Estadio Santa Laura, finalmente fracasó. Posteriormente, en la asamblea de socios realizada en el Estadio Español de Las Condes el 15 de marzo de 2007, el presidente del club Salvador Calera presentó una propuesta denominada Plan de Negocios Unión Española, un proyecto realizado por un grupo de once inversionistas, entre los que se encontraban Joaquín Lavín (político), Hernán Cheyre (economista), Alberto Eguiguren (abogado), Julio Dittborn (político), Patrick Turner (arquitecto), Juan Luis Kostner y Miguel Bejide, entre otros. El grupo ofertó aproximadamente $ 2.500.000.000 por el control del 80% del patrimonio de la sociedad anónima deportiva profesional (SADP), que incluye la marca, los derechos federativos, la plantilla de fútbol y sus divisiones menores. Esta inversión vendría a gestionar la deuda de aproximadamente $ 3.000.000.000 que poseía el club.
A fines de marzo, la sociedad anónima deportiva profesional invitó a los socios y adherentes del club a participar en la propiedad de dicha sociedad, mediante la adquisición de acciones valoradas por el directorio a $ 1.500 cada una. Para ello se puso en venta el total de la emisión, correspondiente a 999.998 acciones, las cuales debían ser solicitadas antes del 5 de abril. Dentro de las restricciones, la sociedad anónima deportiva profesional determinó un mínimo de paquetes de adquisición, correspondiente a 100 acciones.
De esta manera, la decisión final sobre la venta quedó inicialmente pactada para el 12 de abril, luego de que el club citara a sus socios a una asamblea resolutiva. Dicha asamblea fue aplazada tras el amago de renuncia que presentó el presidente del club Salvador Calera, a causa de los incidentes ocurridos tras el partido frente a Lota Schwager, el 4 de abril en el Estadio Santa Laura. Finalmente la renuncia no tuvo efecto, por lo que Calera retomó sus funciones.
Finalmente, el 5 de abril de 2007, el síndico Pablo Cifuentes notificó la quiebra de la Corporación Social y Deportiva Unión Española, dueña del 99% del Club de Deportes Unión Española S.A.D.P. Dicha quiebra fue solicitada por el exdirigente hispano Celso Gutiérrez, quien reclama una deuda pendiente de $ 18.000.000. De persistir la quiebra, el síndico deberá enajenar y repartir los activos, correspondientes solamente a acciones de la sociedad anónima deportiva profesional, entre los acreedores. Esto se debe a que la quiebra no afectó a la persona jurídica a cargo de los trabajadores (la sociedad anónima deportiva profesional) y las propiedades (la inmobiliaria), sino que afectó a la corporación, quien solamente es un accionista de dicha sociedad. La notificación de la quiebra, sumado al rechazo de los socios y adherentes del club y al amago de renuncia del entonces presidente Salvador Calera, congeló los avances del Plan de Negocios Unión Española, además de aplazar la venta de acciones acordada para el 5 de abril.
A fines de abril de 2008, los medios de comunicación reveleron la existencia de negociaciones entre el club y la Universidad Internacional SEK Chile, por medio del presidente de la junta directiva, Jorge Segovia. El 30 de abril, se anunció un preacuerdo para la concesión del club, la cual se materializará tras el levantamiento de la quiebra de Unión Española. Según los antecedentes, se acordó la cancelación de la deuda de arrastre del club, lo que permitirá la recuperación del Estadio Santa Laura y de la sede de calle Carmen 110, mediante la cancelación de la hipoteca del patrimonio inmobiliario del club. Para ello, Segovia adquirió el 100% de los derechos federativos de la sociedad anónima deportiva profesional (encargada del equipo de fútbol) y la concesión del estadio por 30 años, mediante la cancelación de $ 2.500.000.000. En el caso del estadio, el acuerdo contempla la opción de compra de este por parte de la universidad luego del décimo año de concesión, con el resguardo de que no cambiará el uso del suelo (seguirá siendo un recinto deportivo), evitando su posterior venta para otros usos. En el acuerdo no se incluyó la sede del club.
Segovia asumió el mando del club el 6 de mayo, en una conferencia de prensa en la cual estuvo presente el expresidente Salvador Calera. En la conferencia se dio a conocer la renuncia del entrenador argentino, Marcelo Espina, cuyo rendimiento durante su gestión (11 triunfos, 8 empates y 20 derrotas; 46 goles a favor y 63 goles en contra) gatillaron que la nueva dirigencia aceptara su renuncia. Además, Segovia, anunció la inversión de $ 4.000.000.000 en la remodelación del estadio mediante dos etapas, que pretenden entregar un estadio para 20.000 espectadores, todos sentados. El 2 de junio de 2009, la administración renombró su principal recinto deportivo como Estadio Santa Laura-Universidad SEK.
Al finalizar el segundo torneo del año 2008, Unión Española se encontró en el 15° lugar de la Tabla General (que consideraba la sumatoria de los puntos del Apertura y el Clausura), por lo que debió disputar la Liguilla de Promoción ante Deportes Puerto Montt. En el partido de ida, la escuadra roja dirigida por Luis Hernán Carvallo dio el primer golpe, quedándose con el partido tras imponerse 1-2.Sin embargo, lo que debía ser un tranquilo duelo de vuelta, se transformó en uno de los partidos más emocionantes del fútbol chileno, bautizado como "el milagro de Santa Laura".A 12 minutos de iniciado el juego, la escuadra de Puerto Montt ya había revertido la llave, gracias a los goles de cabeza de Claudio Latorre y Pablo Pereira. No obstante, al minuto 26 fue expulsado Carlos Cisternas, lo que complicó al conjunto sureño. Contra todo pronóstico, iniciado el segundo tiempo, Pablo Pereira repitió de cabeza para poner 0-3 a Puerto Montt en ventaja, lo que acercaba dramáticamente a Unión Española a la Segunda División (Primera B), complicándose aún más la situación al ser expulsado Aníbal Domeneghini al minuto 53. Todo parecía perdido, hasta que Gerardo Cortés a los 58 minutos, y Manuel Neira, con un misil que clavó en el ángulo a los '65, descontaron para los hispanos. El 2-3 aún condenaba a Unión al descenso, debido al mayor valor del gol de visitante, por lo que el equipo se fue con todo en busca del milagro... y este llegó. En el minuto 80, Gerardo Cortés repitió para de tijera, colocar el definitivo 3-3 y desatar la algarabía hispana, concretándose la épica remontada y permitiendo a Unión Española preservar la categoría.

### Renacer futbolístico
A comienzos de la temporada 2009, el club realiza una fuerte inversión y contrata a destacados jugadores con el objetivo de volver a ser uno de los equipos destacados del fútbol nacional. Entre los futbolistas que arribaron se encuentran Braulio Leal, Rodolfo Madrid, Miguel Aceval y Raúl Estévez, todos ellos con un amplio recorrido en clubes nacionales y extranjeros. 
En el Apertura 2009 Unión logra por primera vez desde que se instauraron los torneos cortos en Chile, obtener el primer lugar de la tabla regular, logrando así también su primera clasificación para la Copa Sudamericana 2009 y una cómoda clasificación a Play offs.
Ya en la postemporada, eliminó en cuartos de final O'Higgins con un contundente 6:1 en el partido de vuelta. En semifinales se enfrentó a Universidad Católica, definiendo su paso a la final con una tanta de penales, ya que ambos encuentros terminaron con el marcador en 0. En la final se encontró con la Universidad de Chile, consiguiendo en empate 1:1 en el partido de ida, lo que favorecía a Unión por marcar en condición de visita, pero en el partido de vuelta jugado en el Estadio Santa Laura, el equipo cayó por 0:1, consagrando a los universitarios como campeones.
En el segundo semestre 2009, Unión Española clasifica con dificultades a la postemporada del campeonato nacional, donde es eliminada en primera ronda por Deportes La Serena. En la Copa Sudamericana 2009, cumple una buena actuación, eliminando en primera ronda al equipo colombiano Equidad Club Deportivo por un global de 3-2. En segunda ronda es eliminado por Club Atlético Vélez Sarsfield por un global de 5-4 en dos dramáticos e intensos partidos.

## Años 2010

### Era de José Luis Sierra
Para la temporada 2010, la ANFP determinó cambiar el formato del Campeonato Nacional, fusionando los torneos de apertura y clausura en un campeonato anual. Para dicho torneo, la directiva ratificó como entrenador al uruguayo Rubén Israel. El equipo se reforzó contratando a Esteban González, Leonardo Monje, Rainer Wirth y a los extranjeros Giovanny Espinoza, Martín Ligüera y Alexander Medina. En la primera rueda del torneo, los hispanos finalizaron en la quinta posición con 25 puntos, fruto de 6 triunfos, 7 empates y 4 derrotas. Para la segunda rueda el club decidió reforzarse, fichando a Luis Pedro Figueroa del Palmeiras y a Gustavo Canales, quién retornó al club desde River Plate.
De manera paralela, el club disputó la Copa Chile 2010, accediendo a la fase final del torneo. Sin embargo, el equipo fue eliminado el 11 de octubre a manos de Deportes Puerto Montt, militante entonces de Primera B. La derrota precipitó la renuncia de Israel, entrenador resistido por la hinchada hispana, pese a encontrarse al momento de la renuncia en la sexta posición del campeonato nacional con 39 puntos. En su reemplazo asumió nuevamente José Luis Sierra. Con Sierra, los rojos finalizaron en el 5.º lugar, clasificando a la Liguilla Pre-Libertadores. En semifinales, el equipo se enfrentó a Universidad de Chile, empatando 0:0 en el primer encuentro y venciendo categóricamente 4:1 en el segundo partido como visitante. De esta manera, el equipo accede a la final ante su clásico rival, Audax Italiano, tercero en la tabla general; el primer partido finalizó 2:1 a favor de los hispanos, resultado que resultó clave a la postre para la clasificación a la primera fase de la Copa Libertadores 2011, pues en el segundo partido como visitante ambos clubes empataron 1:1.
Sierra es ratificado como entrenador para la temporada 2011. Con miras a disputar un torneo internacional, el equipo se refuerza con José Pérez, Rafael Olarra, Eduardo Lobos y los extranjeros Sebastián Jaime, Diego Scotti y Federico Elduayen. Además se le renueva el contrato a Raúl Estévez. Para el Torneo de Apertura 2011, el equipo finaliza en la tercera ubicación de la fase regular, siendo eliminados en cuartos de final por Unión La Calera. En el Torneo de Clausura el club alcanza el último cupo válido de la fase regular para disputar los cuartos de final, donde son eliminados por Universidad de Chile, quién resultaría campeón del torneo. Para Copa Chile, el club no logró pasar de la tercera fase. En el plano internacional, los rojos sortearon la primera fase de la Copa Libertadores 2011 al eliminar a Bolívar. El club fue agrupado junto a Vélez Sarsfield, Caracas F. C. y Universidad Católica, logrando la última posición del grupo 4, quedando tempranamente eliminados.

### El subcampeonato nacional frente a Huachipato
Para la temporada 2012, el club clasificó nuevamente a Copa Libertadores, gracias al puntaje de la tabla acumulada. Por ello, el club decide contratar a Jean Paul Pineda, Emilio Hernández y a los argentinos Nicolás Berardo, Mauro Díaz y Emiliano Vecchio. Los hispanos logran el 5.º lugar durante la fase regular del Torneo de Apertura 2012, siendo eliminados en semifinales por O'Higgins, quién dio vuelta el marcador global en el segundo partido disputado en el estadio El Teniente. En el aspecto internacional, el club de colonia sorteó la primera fase de la Copa Libertadores 2012 al vencer a Tigres. En el grupo 3 clasifican como punteros del grupo, accediendo a octavos de final tras dieciocho años. En esta fase son derrotados por Boca Juniors, quién se impuso en ambos cotejos (2:1 en Argentina; y 2:3 en Chile). De manera anexa, se inició el cambio de formato de las temporadas del fútbol chileno, con la realización de la Copa Chile 2012-13, conforme al calendario deportivo europeo. En dicho torneo, los rojos lideraron el grupo 4, llegando hasta semifinales, donde fueron eliminados por la Universidad de Chile en tanda de penales.
Para el Torneo de Clausura, Unión Española logra el 7.º cupo de la fase regular. En play-offs el cuadro logra un excelente rendimiento, eliminando a Universidad de Chile y Colo-Colo. Los dirigidos de Sierra son destacados por la prensa, siendo considerados favoritos para el título. Para el primer partido de la final, los de plaza Chacabuco obtienen una sólida victoria 3:1 ante Huachipato. La llave parecía virtualmente asegurada, sin embargo el conjunto acerero logró empatar el marcador global a los 89 min, forzando la definición de penales. Finalmente, Huachipato se consagró campeón al ganar 3:2 mediante lanzamientos penales, tras errar Jaime, Díaz, Lobos y Leal desde los doce pasos.

### Campeón nacional y de la Supercopa de Chile
Los hispanos iniciaron la temporada 2013 del campeonato nacional con el recuerdo de lo ocurrido el 9 de diciembre de 2012, tras perder final del Torneo de Clausura. Luego de que el club ratificara a Sierra como entrenador, la directiva contrató como refuerzos a los porteros Diego Sánchez y Raúl Olivares, luego de que el portero titular, Eduardo Lobos, volviera de su cesión a Colo-Colo; al defensa Luis Casanova; a los mediocampistas Matías Abelairas, Luis Pavez y Christian Cueva; y los delanteros Gustavo Canales y Francisco Castro.
Después de un debut en el Torneo Transición 2013 por 2-1 ante Cobresal, perdió por el mismo marcador con Rangers en el Santa Laura. Luego consiguió mantener un invicto de 9 fechas donde obtuvo 7 triunfos y 2 empates, destacándose las goleadas a Universidad de Chile por 3-0 (fecha 3), a Audax Italiano por 4-0 en el Clásico de colonias (fecha 4), a Everton por 5-0 y a Universidad Católica por 3-1. El invicto lo perdería la fecha número 12 con Unión La Calera, y luego con O'Higgins, por 2-1 y 2-0 respectivamente. Sin embargo terminó las últimas 4 fechas con triunfos ante Santiago Wanderers, Antofagasta, Palestino y a Colo-Colo.
El 26 de mayo de 2013, Unión se coronó campeón del torneo tras ese triunfo por 1-0 a Colo-Colo y superar a Universidad Católica por diferencia de goles. Unión Española logró reivindicarse después de la final perdida en Talcahuano contra Huachipato, consiguiendo su séptimo título de la historia. Se destacó además el portero Diego Sánchez con solo 12 goles recibidos en el torneo, siendo el menos batido del certamen, Patricio Rubio con 8 goles convertidos, siendo el máximo goleador de club y Gustavo Canales, quien marcó 7 goles en 8 partidos jugados por Unión Española en el torneo de transición.
Las alegrías no terminarían ahí para el cuadro de Santa Laura. En la primera edición de la Supercopa de Chile disputada el año 2013 entre el campeón vigente del fútbol chileno (el cuadro Rojo) y el de la Copa Chile MTS (Universidad de Chile), Unión volvería a ser campeón por segunda vez en tan solo 2 meses. El partido se jugó en Antofagasta, en el Estadio Regional Calvo y Bascuñán ante cerca de 8.000 espectadores, y la victoria fue para el Cuadro de Colonias por 2-0. Los goles fueron obra de Gustavo Canales de cabeza, luego de un centro de Sebastián Miranda, y de Óscar Hernández Polanco, tras capitalizar el rebote que dejó Johnny Herrera tras un lanzamiento penal. El prometedor joven hispano acababa de llegar de Turquía, después de disputar el Copa Mundial de Fútbol Sub-20 de 2013 junto a la Selección de fútbol sub-20 de Chile, donde llegó hasta cuartos de final. De esta manera, Unión quedó en la historia como el primer Supercampeón del fútbol chileno.
El sábado 27 de julio del 2013, Unión Española iniciaría su senda en el desafío de revalidar el título conseguido el pasado campeonato, pero el debut de los hispanos no sería muy alentador, perdiendo 1-0 contra Antofagasta, con un gol del veterano Javier Elizondo a los 18 minutos de la primera parte. El desastroso camino del conjunto rojo se prolongaría, con una racha de derrotas consecutivas contra Universidad Católica (0-1, gol de Ismael Sosa), Deportes Iquique (2-1), y Huachipato (0-2). A pesar de la mala situación que se vivía deportivamente, la dirigencia respaldó a José Luis Sierra como técnico, alegando que "todos eran responsables del mal arranque del equipo". Además, los propios jugadores salieron al paso de las declaraciones, tales como el portero Diego Sánchez, que descartó vivir una crisis, pretextando un mal momento o el lateral Sebastián Miranda, que manifestó su malestar, explicando que "Union tenía las armas suficientes [como] para revertir la situación". El 23 de agosto, Unión rompe la mala racha que le venía persiguiendo desde el principio del torneo con una victoria de visitante contra Ñublense (0-2) por la quinta jornada con goles de Gonzalo Villagra y Gustavo Canales (este último de penal), saliendo así del último puesto del torneo.
Después de terminar el campeonato, los aficionados esperaban un desempeño notable en la Copa Libertadores 2014. Esta expectativa se cumplió a medias: si bien no se obtuvieron buenos resultados en el campeonato local, en la competencia internacional, Unión Española, casi invicta, llegó a octavos de final. Sin embargo, fue eliminada una vez más, esta vez por Arsenal de Sarandí. El partido de ida terminó 0-0 y como los hispanos jugaban la vuelta en casa, se esperaba su clasificación. Sin embargo, contra todo pronóstico, perdieron por la mínima diferencia.

### Era contemporánea
En el Apertura 2014 Unión logró acceder a la Liguilla Pre Libertadores, donde fue derrotada en semifinales ante Santiago Wanderers.También desarrolló una buena campaña en la Copa Chile, donde alcanzó las semifinales, cayendo en los lanzamientos penales tras un global de 3-3 ante la Universidad de Concepción.Finalizado el Clausura 2015, el ciclo de José Luis Sierra llegó a su fin,asumiendo la dirección técnica Fernando Vergara.
Unión finalizó el Apertura 2015 en el 6° lugar, destacando el jugador argentino-palestino Carlos Salom, quien con 9 anotaciones se ubicó 2° en la tabla de goleadores. En la Copa Chile de ese año, los hispanos volvieron a disputar las semifinales, cayendo en penales ante Colo Colo tras igualar 3-3 en el global.El Clausura 2016 el equipo terminó en el 13° lugar, por lo que Fernando Díaz fue cesado de sus funciones en la fecha 11, asumiendo como DT interino Vladimir Bigorra.
Para la nueva temporada, Martín Palermo es contratado como Director Técnico.En dicha instancia, disputada en el Estadio Nacional, la escuadra roja se impuso desde los lanzamientos penales tras igualar 1-1 al O'Higgins de Rancagua, retornando así a la máxima competición internacional de clubes sudamericanos.Destacó en esta campaña el futbolista argentino Diego Churín, quien con 10 tantos fue 2° en la tabla de goleadores.
El conjunto hispano debutó en la 2a Fase de la Copa Libertadores del año 2017, imponiendose al equipo uruguayo de Cerro por un global de 5-2.Sin embargo, en la siguiente Fase, y pese a igualar 1-1 en Santa Laura en el partido de ida, la escuadra chilena fue goleada 5-0 por The Strongest en La Paz, no logrando acceder a la fase de grupos.
Tras una buena campaña en el Clausura 2017 (finalizó en el 5° lugar), Unión fue protagonista del Transición 2017, disputando el campeonato con Colo Colo,conformándose finalmente con el subcampeonato. En dicha condición, disputó la Definición Pre Libertadores 2017, donde cayó por 1-2 ante la Universidad de Concepción en Santa Laura, lo que de todas formas le permitió clasificar a la Copa Sudamericana.
En la Copa Sudamericana del año 2018, Unión Española fue eliminada en la Primera Fase, tras caer por un global de 0-3 ante el equipo peruano Sport Huancayo.En el retorno de los denominados campeonatos largos, el ciclo de Martín Palermo concluyó restando tan solo dos fechas para el final del torneo,siendo reemplazado por Fernando Díaz.El equipo finalizó en el 7° lugar, clasificando a la Copa Sudamericana.
En la Copa Sudamericana del año 2019, Unión se impuso en Primera Fase al equipo ecuatoriano Mushuc Ruc tras derrotarlo en los lanzamientos penales, luego de igualar en el global 2-2.Sin embargo, en la siguiente ronda el conjunto hispano no pudo ante el Sporting Cristal de Perú, cayendo por un global de 0-6.Fernando Díaz fue cesado de la dirección técnica en la fecha 20 del campeonato,siendo reemplazado por Ronald Fuentes.El equipo finalizó en la novena ubicación, en un campeonato que fue terminado anticipadamente debido al estallido social.

## Años 2020
En la Copa Chile 2019-20, Unión nuevamente llegó a las semifinales, pero en una controversial decisión -en que la dirigencia del club reclamó su derecho al cupo internacional denominado como Chile 4-, la escuadra roja no se presentó, siendo eliminada por W.O.
Restando solo 3 fechas para el fin del campeonato de Primera División del año 2020, Ronald Fuentes fue despedido de su cargo,asumiendo en su lugar Jorge Pellicer.El equipo finaliza en el 4° lugar, clasificando a la Copa Libertadores.
Unión debuta en la Segunda Fase de la Copa Libertadores del año 2021, pero pese a vencer por la cuenta mínima a Independiente del Valle, cae 2-6 en Ecuador, siendo eliminada.Jorge Pellicer es despedido en la sexta fecha, asumiendo como DT interino César Bravo.La escuadra hispana alcanza nuevamente las semifinales de la Copa Chile, cayendo ante Colo Colo por un global de 2-7. En el Campeonato de Primera División, Unión finaliza en el 5° lugar, clasificando a la Copa Sudamericana, lo que le valió la confirmación en el cargo a César Bravo.En esta campaña, se recuerda el triunfo por la cuenta mínima ante Colo Colo en el Estadio Monumental, con gol del jugador boliviano Alejandro Chumacero, lo que a falta de una fecha para el final del torneo, fue determinante para evitar la consagración como campeón del conjunto albo.
El conjunto hispano disputó la Fase Preliminar de la Copa Sudamericana del año 2022, siendo derrotado en penales por Derpotes Antofagasta, luego de igualar 2-2 en el global.En el Campeonato, pese a realizar una gran primera mitad, en la segunda rueda primó la irregularidad, por lo que César Bravo fue despedido en la fecha 22, asumiendo Gustavo Canales como Técnico interino.El equipo finalizó en 11° lugar. Contrario al paupérrimo rendimiento en la Liga, Unión Española llegó a la final de la Copa Chile luego de 29 años. En dicha instancia, disputada ante Magallanes en el Estadio El Teniente de Rancagua, la escuadra hispana cayó derrotada desde los lanzamientos penales, luego de igualar 2-2.
Para la temporada 2023, fue contratado nuevamente como Director Técnico Ronald Fuentes.Pese a que el equipo finalizó en el 10° lugar, por azares de la programación se transformó en protagonista del desenlace del campeonato, ya que debió enfrentar a 2 de los 3 candidatos al título en las últimas dos fechas. Así, el conjunto hispano derrotó 2-0 en el Monumental a Colo Colo, dejándolo (al igual que en 2021) sin posibilidad de campeonar,y en la última jornada se impuso en Santa Laura a Cobresal por 1-0,lo que fue determinante para que finalmente Huachipato se consagrara Campeón. Pese a la intención de Ronald Fuentes de continuar en el cargo, fue cesado de sus funciones al finalizar la temporada.
De cara a la temporada 2024, asumió la Dirección Técnica Miguel Ponce,dejando al club en el período de transferencias dos de los jugadores extranjeros más destacados en el último tiempo, el argentino Leandro Garatey el uruguayo Rodrigo Piñeiro.Por otra parte, se anunciaron esperados retornos, oficializándose las llegadas de Emiliano Vecchio y de Pablo Aránguiz.El equipo finalizó la primera rueda en zona de clasificación a copas internacionales (6°), en una campaña que si bien cumplía con el objetivo trazado por la dirigencia, planteaba dudas respecto a la jerarquía mostrada en partidos importantes (con Miguel Ponce, Unión perdió los 5 partidos que disputó bajo su mando ante los denominados 3 grandes del fútbol chileno). Situación que quedaría confirmada tras un desastroso paso por Copa Chile, donde el equipo debió enfrentar por las semifinales de la Zona Centro Sur a Magallanes (equipo participante del Campeonato de Primera B), cayendo goleado en el global por un vergonzoso 0-8.En la fecha 23, Unión pierde ante Everton y cae al 8° lugar del campeonato, fuera de la zona de clasificación a torneos internacionales. Sumado esto al quiebre interno evidenciado entre Vecchio y el director Técnico, determina finalmente al club a poner fin a su relación laboral con Miguel Ponce, anunciando su salida.Su reemplazo es ni más ni menos que el ídolo José Luis Sierra, quien asume el desafío de devolver a Unión a las competencias internacionales. Por otra parte, también se confirma el regreso de Gustavo Canales, esta vez como Gerente Deportivo.De la mano del Coto el equipo muestra un alza en su rendimiento, que tiene como momento cúspide la gran victoria como visitante ante Universidad Católica por 0-2.Faltando 2 fechas para el final del campeonato, Unión tiene la primera opción y depende de sí mismo para clasificar como Chile 3 a la Copa Libertadores. Sin embargo, el equipo cae en los 2 encuentros, finalizando en el 6° lugar y logrando por tanto el consuelo de clasificar a la Copa Sudamericana.